# 因迪·奈德尔
因迪·奈德尔（Indiana "Indy" Neidell，1967年9月28日—）是一位美裔瑞典籍的紀錄片製片人、演員、聲優、音樂工作者以及YouTube名人，其最出名的莫過於所呈現的系列影片——The Great War——使用現代研究、多方面的二手資源已實時報導的手法展現第一次世界大戰。一個類似的系列World War Two開始於2018年9月。參於過包括《地下理想國》和歐洲許多的商業廣告的參演與配音，同時也是電動遊戲的配音員。

## 早年生活與教育
奈德尔出生在賓州並於九個月大時遷居德克薩斯州休斯頓市，之後他就讀聖約翰學校並在1985年畢業。畢業後進入維思大學主修歷史。在World War Two的其中一集中，奈德尔陳述了他母親在埃及出生。奈德尔的祖父在第二次世界大戰期間加入王家空軍前曾為埃及教育部工作，並於二戰結束後成為了國際草地網球總會的幹事。

## 工作經歷
一	奈德尔最早於Youtube經營關於棒球歷史的SundayBaseball頻道，隨後受到德國節目製作公司Mediakraft的邀請撰寫並主持The Great War節目，同時奈德尔也受邀成為The Great War的衍生頻道It's History的嘉賓主持人。The Great War系列節目專注在已實時報導的方式呈現一戰內的細節，節目 一周一更新一次並隨著戰事推演，第一期開始於2014年7月28號，並正好結束於一戰終戰一百周年2018年11月11號結束。 奈德尔在製作The Great War時也受電子遊戲工作室DICE的邀請，為其製作的電子遊戲Battlefield 1撰寫見紹欄目。
2017年6月奈德尔與斯巴達克斯·奧森(Spartacus Olsson)成立TimeGhostHistory的Youtube頻道與網站，其最先用於撥放他們製作關於古巴導彈危機的系列影片，隨後於2018年4月他們在上面播放關於戰間期"Between-2-Wars"系列。隨著The Great War系列的結束奈德尔與斯巴達克斯開始了與The Great War相似但致力於二戰內容的頻道，這個頻道被稱為World War Two，但不依靠Mediakraft資助而是靠TimeGhostHistory頻道與網站運營。為了籌得初始資金World War Two頻道於Kickstarter開始眾籌，並籌得54,380歐元。The Great War除了關於二戰周至周報導的主系列節目，還有巴達克斯專門由住持的War Against Humanity系列，專門處理梳理二戰的慘烈事件。2020年12月7號(珍珠港事件第79周年) 奈德尔於World War Two上主持24小時實時連續報導的直播，其內容包含珍珠港事件戰鬥情況、政治動作以及事後。直至2020年12月World War Two頻道已有56.6萬訂閱數與5千2百萬觀看次數。
在2019年2月，奈德尔與瑞典金屬樂隊薩巴頓（Sabaton）合作開展了一個名為Sabaton History的項目，他是該項目的主持人和撰寫者。該系列記錄了樂隊歌曲所圍繞的歷史事件。